# Andrus Merilo
Andrus Merilo (nascido em 2 de junho de 1973) é um militar da Estónia.
Em 2005 foi o comandante da ESTPLA-10 no Iraque e, em 2007, foi o comandante do ESTCOY-4 no Afeganistão.
Desde 2013 é comandante do Batalhão de Escoteiros.
Em 2006 foi condecorado com a Ordem da Cruz da Águia, V classe.